# 14ª edizione dei Directors Guild of America Award
La 14ª edizione dei Directors Guild of America Award si è tenuta nel corso del 1962 e ha premiato il migliore regista cinematografico e televisivo del 1961.

## Cinema
- Jerome Robbins e Robert Wise – West Side Story
- Marlon Brando – I due volti della vendetta (One-Eyed Jacks)
- Frank Capra – Angeli con la pistola (Pocketful of Miracles)
- Jack Clayton – Suspense (The Innocents)
- Blake Edwards – Colazione da Tiffany (Breakfast at Tiffany's)
- Peter Glenville – Estate e fumo (Summer and Smoke)
- John Huston – Gli spostati (The Misfits)
- Elia Kazan – Splendore nell'erba (Splendor in the Grass)
- Henry Koster – Fior di loto (Flower Drum Song)
- Stanley Kramer – Hiroshima mon amour (The Apartment)
- Philip Leacock – Hand in Hand
- Mervyn LeRoy – Il molto onorevole ministro (A Majority of One)
- Joshua Logan – Fanny
- Anthony Mann – El Cid
- Robert Mulligan – Il grande impostore (The Great Impostor)
- Daniel Petrie – Un grappolo di sole (A Raisin in the Sun)
- Robert Rossen – Lo spaccone (The Hustler)
- Robert Stevenson – Un professore fra le nuvole (The Absent Minded Professor)
- J. Lee Thompson – I cannoni di Navarone (The Guns of Navarone)
- Peter Ustinov – Giulietta e Romanoff (Romanoff and Juliet)
- William Wyler – Quelle due (The Children's Hour)

## Televisione
- Ernie Kovacs & Joseph Behar – The Ernie Kovacs Show
- Marc Daniels – The Power and the Glory
- Ralph Nelson – The Dick Powell Show per l'episodio Doyle Against the House
- George Schaefer – Hallmark Hall of Fame per l'episodio Victoria Regina
- Bud Yorkin – Danny Goes it Alone: The Danny Kaye Special

## Premi speciali

### Premio per il membro onorario
- Hobe Morrison